# Bleiplattln
Bleiplattln ist eine bayerische Traditionssportart, bei welcher eine Bleiplatte mit einem Gewicht zwischen 700 g und 1 kg auf einen Pflock (Holzklotz) geworfen wird. Wenn der Pflock getroffen wird, bekommt die werfende Mannschaft die meisten Punkte und er darf vor Ende der Runde nicht wieder an derselben Stelle aufgestellt werden, sondern da, wo er hingefallen ist. Punkte gibt es auch für die Mannschaft, die näher an dem Pflock geworfen hat.
Am Spielfeld werden zwei Holzpfosten im Abstand von 15 Metern aufgestellt. Zwei Mannschaften mit je vier Spielern werfen abwechselnd mit Bleischeiben von dem einen auf den gegenüberliegenden Pfosten, mit dem Ziel so nah wie möglich an ihn zu kommen oder ihn zu treffen. Meisterschaften wurden vor dem Zweiten Weltkrieg ausgetragen und die frühesten Belege für die Existenz der Sportart sind von 1819. Sie ist in Ober- und Niederbayern sowie in der Oberpfalz verbreitet.